# Musée national de Lituanie
 (mai 2023).
Si vous disposez d'ouvrages ou d'articles de référence ou si vous connaissez des sites web de qualité traitant du thème abordé ici, merci de compléter l'article en donnant les références utiles à sa vérifiabilité et en les liant à la section « Notes et références ».
Le Musée national de Lituanie (lituanien : Lietuvos nacionalinis muziejus), créé en 1952, est un musée historique parrainé par l'État lituanien qui comprend plusieurs structures importantes ainsi qu’une vaste collection de documents écrits et d'artéfacts. Il organise également des fouilles archéologiques dans tout le territoire lituanien et veille à protéger la culture et les traditions lituaniennes.

## Histoire

### Premiers musées
Le Musée des Antiquités de Vilnius est fondé par Eustachy Tyszkiewicz en 1855. Il a été le précurseur du musée actuel. À sa création, le musée s'est concentré sur la culture et l'histoire du Grand-Duché de Lituanie. Constitué de collections privées polonaises, il est très fréquenté et accueille de nombreux visiteurs. Après le soulèvement de janvier 1863, l' Empire russe déplace une grande partie de sa collection à Moscou ; les collections restantes sont réorganisées et intégrées à la bibliothèque publique de Vilnius . De 1866 à 1914, le musée et la bibliothèque fonctionnent ensemble. En 1915, lorsque le front oriental de la Première Guerre mondiale s’approche de Vilnius, une plus grande partie des expositions est transportée en Russie dans le but de les protéger.
Après l'indépendance de la Lituanie en 1918, le Musée d'histoire et d'ethnographie est inauguré, sur les objets principaux des collections du Musée des antiquités et de la Société scientifique lituanienne. Son directeur de l’époque est Jonas Basanavičius, qui est connu pour être l'un des signataires de l' Acte d'Indépendance de la Lituanie . Après 1919, Vilnius fait partie du territoire polonais et l'organisation est incorporée à l'Université de Vilnius.
En 1941, l'Académie des sciences acquiert les collections de tous les musées de la ville de Vilnius.

### Fondation du Musée national

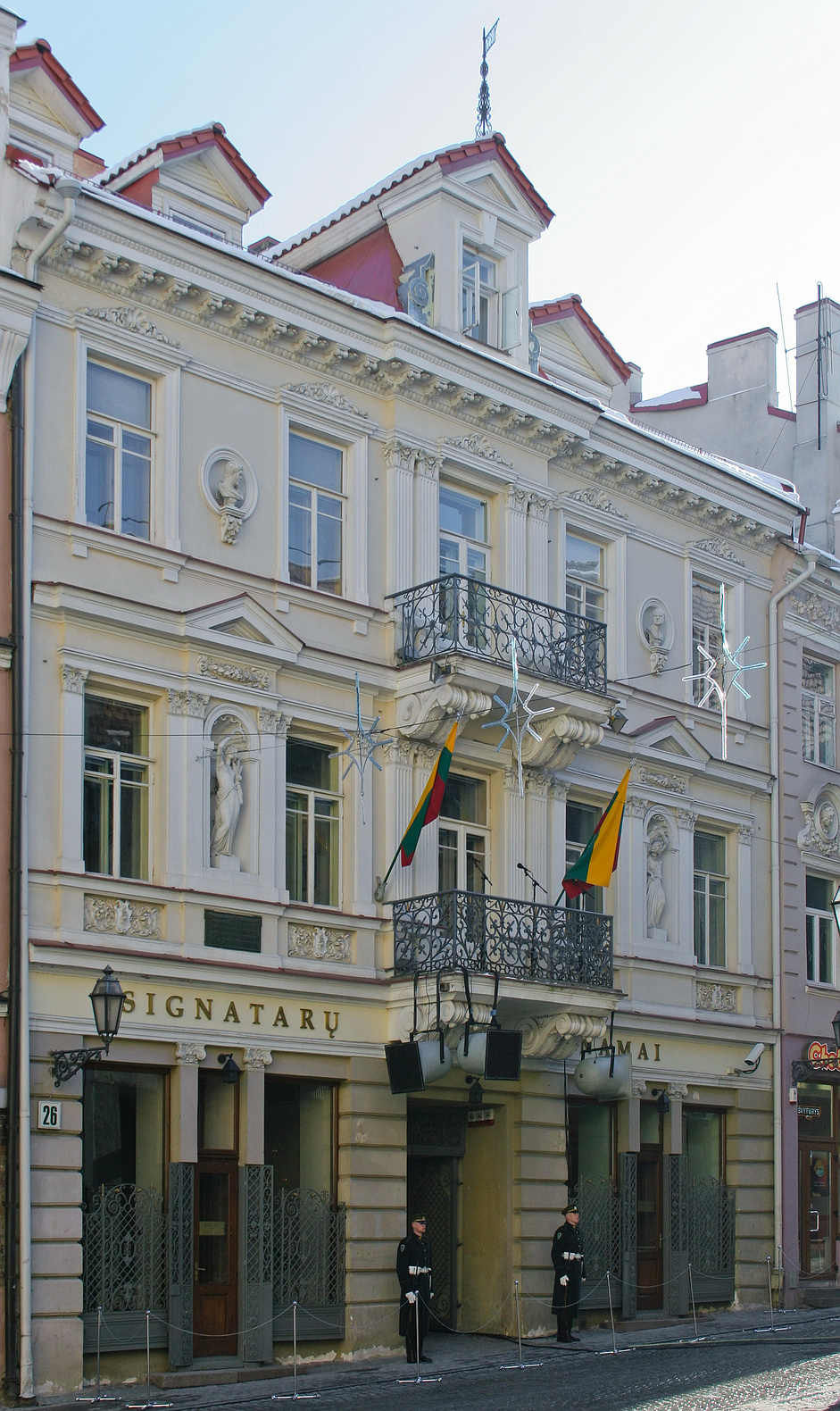
La Maison des Signataires abrite une partie des collections du musée

Le musée redevient une entité indépendante et distincte en 1952 sous la direction de l'historien Vincas Žilėnas. En 1967, le musée s'installa dans le nouvel arsenal du complexe du château de Vilnius.
Le musée a accueilli une grande exposition en 1968. Au cours des années 1970 et 1980, des documents historiques de partout au pays sont rassemblés. En 1992, après le rétablissement de l'indépendance de la Lituanie, il est rebaptisé Musée national de Lituanie. Il fait désormais partie du ministère de la Culture.
Le musée comprend cinq départements principaux :  histoire et histoire récente, archéologie, ethnographie, numismatique et iconographie, contenant un total de 800 000 objets.
Les collections sont réparties sur plusieurs sites de Vilnius (ancien et nouvel arsenal au complexe du château de Vilnius, tour de Ghédimin, bastion du mur défensif, maison-musée Kazys Varnelis, maison des Signataires, musée Vincas Kudirka dans le quartier de Šakiai, et maison natale de Jonas Basanavičius dans le quartier de Vilkaviškis) ainsi qu'à la propriété de Jonas Šliūpas à Palanga.
Les autres départements complémentaires qui appartiennent à l'institution sont le Département de l'information et de l'éducation, le Département de l'enregistrement et de la conservation des expositions, le Département de la restauration ainsi que le Département de l'édition.